# 陳懿德
陳懿德（英語：Rachel Chan Yee Tak，1998年2月9日—），香港女演員及司儀，《香港小姐再競選》季軍及2021年度香港小姐競選八強，現為無綫電視經理人合約藝員。

## 簡歷
陳懿德於2010年畢業於德雅小學，繼而升讀聖母玫瑰書院。修畢中五後負笈英格蘭根德郡彭伯里（Pembury）的寄宿女校Kent College。2017年預科畢業後回港升讀香港中文大學新聞及傳理學系，在校時是新亞書院學生，曾於2018年參與和聲書院唱歌比賽「和唱一八 聲火燎原 Singtilla」。
2021年大學畢業後參與《2021年度香港小姐競選》，並打入八強，隨後加入無綫電視，簽約成為旗下經理人合約藝員，主要擔任節目主持。2021年12月起成為無綫電視節目《東張西望》外景主持之一。2022年，陳懿德參加無綫電視節目《全城一叮》，憑穿上吹氣肥妹裝扮唱出鄭欣宜嘅《女神》受注目。其後，陳懿德參加無綫電視台慶綜藝節目《香港小姐再競選》，憑精彩的腹語表演再次引起網民關注。最終陳懿德於台慶當晚的決賽奪得季軍。同年年尾，陳懿德首度入圍《萬千星輝頒獎典禮2022》「飛躍進步女藝員」。翌年，陳懿德憑主持無綫電視節目《東張西望》、《通靈之王2》等節目入圍《萬千星輝頒獎典禮2023》「飛躍進步女藝員」及「最佳女主持」。
2024年，陳懿德於無綫電視節目《東張西望》和《福祿壽訓練學院》等節目表現已經備受注目，她不怕扮醜、擁有靈活的應對技巧和可愛的性格，使她在奧運直播中的表現更加出色，備受網民肯定。在《萬千星輝頒獎典禮2024》中，陳懿德首次獨擔大旗，主持大型頒獎典禮，表現再獲肯定，並於當晚奪得「最佳女新人」，同時入圍「飛躍進步女藝員」最後五強。

## 演出作品

### 主持節目（無綫電視）
| 首播       | 節目名                           | 備註                                 |
| 2022年至今 | 東張西望                         | 廠景、外景主持                       |
| 2023年     | 周六聊Teen谷                     | 與陳聖瑜、王菲、梁超怡及梁凱晴合作   |
| 2023年     | 請一日假去旅行                   | 與麥長青、譚玉瑛合作                 |
| 2023年     | 通靈之王2                        |                                      |
| 2024年     | 國泰新春國際匯演之夜2024         | 與麥美恩、陸浩明及鄭衍峰合作         |
| 2024年     | 2024風生水起                     |                                      |
| 2024年     | 福祿壽訓練學院                   |                                      |
| 2024年     | 2024 TVB年中節目巡禮             |                                      |
| 2024年     | 福祿壽畢業Party感謝祭            |                                      |
| 2024年     | 全城起動迎奧運                   |                                      |
| 2024年     | 2024巴黎奧運：下午/黃金/重點直擊 |                                      |
| 2024年     | 2024年度香港小姐競選             | 與陳貝兒、麥美恩、何沛珈、莊子璇合作 |
| 2024年     | 國慶七十五周年煙花大匯演         | 與鄭衍峰合作                         |
| 2024年     | 自駕德島                         | 與黎諾懿、郭珮文合作                 |
| 2024年     | 萬千星輝賀台慶                   | 司儀                                 |
| 2025年     | 香港賀歲煙花匯演                 | 與鄭衍峰合作                         |
| 2025年     | 寵你一世                         | 與游嘉欣、戴祖儀合作                 |
| 2025年     | 聲秀                             | 主持                                 |

### 綜藝節目（無綫電視）
| 首播   | 節目名                        | 備註                                   |
| 2021年 | 2021年度香港小姐競選          | 八強佳麗                               |
| 2022年 | 全城一叮                      | 參賽者                                 |
| 2022年 | 香港小姐再競選                | 季軍佳麗                               |
| 2024年 | 獎門人新春感謝祭              |                                        |
| 2024年 | 獎門人春節感謝祭              |                                        |
| 2024年 | 亞洲超星團                    | 後訪專員                               |
| 2024年 | 思家大戰                      | 嘉賓                                   |
| 2024年 | 福祿壽訓練學院                | 主持                                   |
| 2024年 | 2024年度香港小姐競選：女‧遊記 | 內蒙古自治區外景拍攝，與何沛珈擔任嘉賓 |
| 2024年 | 剪裁魔法師                    | 星級模特兒                             |
| 2025年 | 萬千星輝頒獎典禮2024          | 主持                                   |

### 電視劇（無綫電視）
| 首播   | 劇名      | 角色   |
| 2024年 | 逆天奇案2 | 冠峰母 |

## 曾獲奬項及提名
| 年份   | 頒獎典禮             | 獎項           | 作品                                                            | 結果     |
| ------ | -------------------- | -------------- | --------------------------------------------------------------- | -------- |
| 2022年 | 香港小姐再競選       | 季軍           | 不適用                                                          | 獲獎     |
| 2022年 | 萬千星輝頒獎典禮2022 | 飛躍進步女藝員 | 《東張西望》 《全城一叮》 《香港小姐再競選》                    | 提名     |
| 2023年 | 萬千星輝頒獎典禮2023 | 最具潛質新人   | 不適用                                                          | 提名     |
| 2023年 | 萬千星輝頒獎典禮2023 | 飛躍進步女藝員 | 《東張西望》 《周六聊Teen谷》 《通靈之王2》                     | 提名     |
| 2023年 | 萬千星輝頒獎典禮2023 | 最佳女主持     | 《東張西望》 《周六聊Teen谷》 《通靈之王2》                     | 提名     |
| 2024年 | 萬千星輝頒獎典禮2024 | 最佳女新人     | 不適用                                                          | 獲獎     |
| 2024年 | 萬千星輝頒獎典禮2024 | 飛躍進步女藝員 | 《東張西望》 《福祿壽訓練學院》 《自駕德島》 《萬千星輝賀台慶》 | 最後五強 |
| 2024年 | 萬千星輝頒獎典禮2024 | 最佳女主持     | 《東張西望》 《福祿壽訓練學院》 《自駕德島》 《萬千星輝賀台慶》 | 最後十強 |

## 外部連結
- 陳懿德的Facebook專頁
- 陳懿德在tvb.com的資料
- 陳懿德的Instagram帳戶